# Oštra
Rt Oštra na poluotoku Prevlaci najjužniji je kopneni dio Dubrovačko-neretvanske županije i Hrvatske. Najjužnije hrvatsko kopno je otočić Galijula.
Površina rta je oko 1 km2, dug je 2,5 km, a širok od 170 do 480 m. Njegov položaj na ulazu u Boku kotorsku geostrateški je važan, pa je od 1955. godine zbog vojnih razloga bio zatvoreno područje. Poslije proglašenja hrvatske neovisnosti 1991., tadašnja je Jugoslavija prisvajala Oštru radi sigurnosti Boke kotorske u kojoj je bio smješten najveći dio njezine ratne mornarice. Konavle je 1991. i 1992. godine okupirala JNA, a poslije njenog povlačenja na rtu je uspostavljena demilitarizirana zona pod nadzorom Ujedinjenih naroda. Mirovna misija završena je krajem 2002. kada je na Prevlaci prvi put nakon demokratskih promjena istaknuta hrvatska zastava.